# Mark Diesendorf
Mark Diesendorf est un universitaire et environnementaliste australien, connu pour ses travaux sur le développement durable et les énergies renouvelables. Il enseigne les études environnementales à l'Université de Nouvelle-Galles du Sud (UNSW Sydney), en Australie. Il était auparavant professeur de sciences de l'environnement et directeur fondateur de l'Institute for Sustainable Futures de l'Université de technologie de Sydney et auparavant chercheur principal au Commonwealth Scientific and Industrial Research Organisation (CSIRO), où il a participé aux premières recherches sur l'intégration de l'énergie éolienne dans les réseaux électriques. Son livre le plus récent est Sustainable Energy Solutions for Climate Change.

## Biographie
Diesendorf est le fils de l'ingénieur Walter Diesendorf (en) et de la poétesse Margaret Diesendorf (en). Ses recherches de doctorat étaient axées sur les mathématiques appliquées et la physique théorique appliquée à l'intérieur solaire. Ses premières recherches postdoctorales étaient diverses, y compris l'analyse de données au sol et satellitaires sur les émissions VLF, les mécanismes de l'odeur et de la vision des insectes et les catalyseurs biologiques. De 1975 à 1985, il a travaillé à la Division des mathématiques et des statistiques du CSIRO, l'organisme de recherche national australien, sur des sujets tels que l'intégration de l'énergie éolienne dans les réseaux électriques. Il est devenu chercheur principal et chef du groupe de mathématiques appliquées au CSIRO. Il a quitté le CSIRO en 1985 après que l'organisation eut mis fin à toutes les recherches sur les énergies renouvelables. De 1996 à 2001, il a été professeur de sciences de l'environnement et directeur fondateur de l'Institute for Sustainable Futures de l'UTS puis directeur d'une société Sustainability Center Pty Ltd.
De 2004 à 2016, Diesendorf a été maître de conférences, puis professeur agrégé et directeur adjoint de l'Institute of Environmental Studies de l'Université de Nouvelle-Galles du Sud, maintenant appelé UNSW Australia. En 2015, l'IES a été abolie par l'université et Diesendorf a pris sa retraite (nominalement) à la mi-2016 pour devenir professeur agrégé honoraire à l'UNSW. Il continue d'enseigner (en tant que conférencier invité), de rechercher et de consulter dans les domaines interdisciplinaires de l'énergie durable, des transports urbains durables, de la théorie de la durabilité, de l'économie écologique et des processus pratiques par lesquels le gouvernement, les entreprises et d'autres organisations peuvent atteindre des objectifs de développement écologiquement durable et socialement juste.
Fondé sur sa conviction que les sciences, la technologie et l'économie doivent servir la communauté dans son ensemble, le Dr Diesendorf a été à plusieurs reprises secrétaire de la Society for Social Responsibility in Science (Territoire de la capitale australienne), président de la Société Australie-Nouvelle-Zélande pour l'économie écologique, cofondateur et vice-président du Sustainable Energy Industries Council of Australia, et cofondateur et président de l'Australasian Wind Energy Association.
Une grande partie de ses recherches récentes et actuelles portent sur l'atténuation du changement climatique, en particulier la transition des systèmes d'approvisionnement en électricité vers des énergies 100% renouvelables (en). À cette fin, il est impliqué avec des collègues du Center for Energy & Environmental Markets de l'UNSW dans le développement de scénarios, la modélisation par simulation informatique et la politique énergétique. Auparavant, le Dr Diesendorf était l'un des principaux partisans du débat éthique et scientifique sur la fluoration de l'eau publique. Sur cette question, Diesendorf est l'auteur de plusieurs articles, dont un article majeur de 1986 intitulé "The mystery of declining tooth decay" dans la revue Nature, examinant la nécessité d'une réévaluation scientifique de la fluoration, et a mis en évidence certaines des preuves contraires,.

## Publications

### Livres
- Diesendorf M 2014. Sustainable Energy Solutions for Climate Change. Routledge-Earthscan et UNSW Press. (ISBN 9781742233901) . 356+xx p.
- Diesendorf M 2009. Climate Action: A campaign manual for greenhouse solutions, UNSW Press, Sydney. (ISBN 978 1 74223 018 4). 242+xiv p.
- Diesendorf M 2007. Greenhouse Solutions with Sustainable Energy, UNSW Press, Sydney,  (ISBN 0868409731).
- Diesendorf M, Hamilton C (éd.) 1997. Human Ecology, Human Economy: Ideas for an Ecologically Sustainable Future, Sydney : Allen & Unwin, 378 pp. (ISBN 1 86448 288 5). 378+xvi p.
- Diesendorf M (éd.) 1979. Energy and People-- social implications of different energy futures. Canberra : Society for Social Responsibility in Science.180 pp, (ISBN 0 909509 14 X)
- Diesendorf M, Furnass B (éd.) 1977. The Impact of Environment and Lifestyle on Human Health. Canberra: Society for Social Responsibility in Science. 180 pages, (ISBN 0 909509 10 7) .
- Diesendorf M (éd.) 1976. The Magic Bullet -- social implications and limitations of modern medicine -- an environmental approach. Canberra: Society for Social Responsibility in Science. viii+153pp, (ISBN 0 909509 09 3).

### Articles (sélection)
- Diesendorf M, 2019, 'Energy futures for Australia', in Newton P; Prasad D; Sproul A; White S (ed.), Palgrave Macmillan, Singapore, pp. 35 – 51, http://dx.doi.org/10.1007/978-981-13-7940-6
- Diesendorf M, Elliston B 2018. The feasibility of 100% renewable electricity systems: A response to critics. Renewable and Sustainable Energy Reviews 93:318-330.
- Howard BS, Hamilton NE, Diesendorf M, Wiedmann T 2018. Modeling the carbon budget of the Australian electricity sector's transition to renewable energy. Renewable Energy 125:712-728.
- Diesendorf M 2018. Learning from Fukushima: Nuclear Power in East Asia. Energy Research & Social Science 39:162-163.
- Hamilton NE, Howard BS, Diesendorf M, Wiedmann T 2017. Computing life-cycle emissions from transitioning the electricity sector using a discrete numerical approach. Energy 137:314-324.
- Diesendorf M, 2017, 'Ecologically sustainable energy', in Washington H (ed.), CASSE NSW, Sydney, pp. 137–143
- Diesendorf M 2016. Shunning nuclear power but not its waste: assessing the risks of Australia becoming the world's nuclear wasteland. Energy Research & Social Science 19:142-147.
- Mey F, Diesendorf M, MacGill I 2016. Role of local government in facilitating renewable energy and community energy. Energy Research & Social Science 21:33-43.
- Delina L, Diesendorf M 2016. Strengthening the climate action movement: strategies and tactics from contemporary social action. Interface 8(1):117-141.
- Diesendorf M 2016. Subjective judgments in the nuclear energy debate. Conservation Biology 30(3):666-669.
- Wolfram P, Wiedmann T, Diesendorf M 2016. Carbon footprint scenarios for renewable electricity in Australia. J. Cleaner Production 124:236-245.
- Yangka D, Diesendorf M 2016. Modeling the benefits of electric cooking in Bhutan: a long-term perspective. Renewable and Sustainable Energy Reviews, 59:494–503.
- Delina L, Diesendorf M 2015. Strengthening the climate action movement: strategies from histories. Carbon Management 5(4):397-409.
- Elliston B, MacGill I, Diesendorf M. 2014. Comparing least cost scenarios for 100% renewable electricity with low emission fossil fuel scenarios in the Australian National Electricity Market. Renewable Energy 66:196-204.
- Delina L, Diesendorf M 2013. Is wartime mobilisation a suitable policy model for rapid national climate mitigation? Energy Policy 58:371-380.
- Elliston B, MacGill I, Diesendorf, M. 2013. Least cost 100% renewable electricity scenarios in the Australian National Electricity Market. Energy Policy 59:270-282.
- Turner GM, Elliston B, Diesendorf M 2013. Impacts on the biophysical economy and environment of a transition to 100% renewable electricity in Australia. Energy Policy, 54:288-299.
- Elliston B, Diesendorf M, MacGill I 2012. Simulations of scenarios with 100% renewable electricity in the Australian National Electricity Market. Energy Policy 45:606-613.
- Diesendorf M 2011. Scenarios and strategies for climate mitigation. Journal of Australian Political Economy no. 66:98-117.
- Buckman G & Diesendorf M 2010. Design limitations in Australian renewable energy policies. Energy Policy, 38: 3365–76; addendum 38:7539–40.
- Messali E, Diesendorf M 2009. Potential sites for off-shore wind power in Australia. Wind Engineering 33(4): 335-348.
- Mudd GM, Diesendorf M 2008. Sustainability of uranium mining and milling: toward quantifying resources and eco-efficiency. Environmental Science & Technology 42 (7): 2624–2630.
- Saddler H, Diesendorf M, Denniss R 2007. Clean energy scenarios for Australia. Energy Policy 35 (2): 1245–56.

### Littérature grise
- Mark Diesendorf & Dennys Angove, 'What is a fair carbon budget for Australia?' RenewEconomy, 21 February 2020.
- Mark Diesendorf & Richard Broinowski, 'A covert push for nuclear weapons?' Australian Outlook, 26 August 2019; reprinted in RenewEconomy and also by Beyond Nuclear International.
- 'Ecological economics: The economics of sustainability', NENA Journal, vol. 1, no. 4, July 2019.
- 'An environmental science perspective on population' NENA Journal, vol. 1, no. 3, June 2019.
- 'New grid needs cooperation', Canberra Times, 1 May 2019.
- 'Fixing the gap between Labor's greenhouse gas goals and their policies', The Conversation, 3/5/2019.
- 'The government's electricity shortlist rightly features pumped hydro (and wrongly includes coal)', The Conversation, 29/3/2019.
- '100% renewable electricity: reliability, economics, impediments & key policies', 100% Renewables Workshop, ANU, 15/2/2019.
- 'Busting myths about renewable energy', Renew Magazine, issue 146, Jan. 2019
- 'Renewable electricity policy for Australia', The Australia Institute, Nov. 2018.
- 'Four key steps to take Australia towards 100% renewable electricity', RenewEconomy, 2018.
- 'Is coal power dispatchable?', RenewEconomy, 22/8/2018.
- Video of seminar, 'Busting myths about renewable energy', 52 min, School of Photovoltaic & Renewable Energy Engineering, 13 Sept. 2018.
- 'Renewable energy breeding can stop Australia blowing the carbon budget -- if we're quick', The Conversation, 16/4/2018.
- 'How rapidly can we transition to 100% renewable electricity?', RenewEconomy 2018.
- 'How South Australia can function reliably while moving to 100% renewable power', The Conversation 2017.
- 'Ecologically sustainable energy', in Washington H (ed.) Positive Steps to a Steady State Economy. Sydney: CASSE NSW, pp. 137–143, 2017.
- Risks, ethics and consent: Australia shouldn't become the world's nuclear wasteland. The Conversation 28 June 2016.
- Rapid transition to clean energy will take massive social change. The Conversation 9 May 2016; reprinted in RenewEconomy
- Renewable energy versus nuclear: dispelling the myths. The Ecologist, 19 April 2016, reprinted in RenewEconomy 22 April 2016.
- Dispelling the nuclear 'baseload' myth: nothing renewables can't do better! The Ecologist, 10 March 2016.
- Coal closures give South Australia the chance to go 100% renewable. The Conversation, 2015, http://theconversation.com/coal-closures-give-south-australia-the-chance-to-go-100-renewable-43182
- Accidents, waste and weapons: nuclear power isn't worth the risks. The Conversation, 2015, https://theconversation.com/accidents-waste-and-weapons-nuclear-power-isnt-worth-the-risks-41522
- Nuclear energy is dirty, unsafe and uneconomic: environmental scientist. New Matilda, 2015, https://web.archive.org/web/20150315062926/https://newmatilda.com/2015/02/21/nuclear-energy-dirty-unsafe-and-uneconomic-environmental-scientist
- Renewing renewables: busting myths about sustainable energy. ABC national radio, Ockham's Razor, 2014, http://www.abc.net.au/radionational/programs/ockhamsrazor/renewing-renewables/5282500
- Renewable energy is ready to go. The Conversation, 2014, http://theconversation.com/renewable-energy-is-ready-to-supply-all-of-australias-electricity-29200
- Corporate efforts to impede renewable energy. Chain Reaction no.121:38-40, July 2014.
- Review of Ian Plimer's book 'Not for Greens'. Crikey, 2014, http://www.crikey.com.au/2014/07/14/get-fact-testing-ian-plimer-on-wind-and-solar-power/
- The value of interdisciplinary research. http://www.science.unsw.edu.au/news/opinion-value-interdisciplinary-research/, 2012, (avec Crelis Rammelt).